# داود رسولیان
فریدون رسولیان (زاده ۱۳۴۱ در تهران) بازیگر و مجری جلوه‌های ویژه فیلم است.

## زندگینامه
داود رسولیان سال ۱۳۴۱ در تهران زاده شد. وی فارغ‌التحصیل رشته سینما از دانشکده سینما تئاتر دانشگاه هنر است.

## جوایز
- تندیس زرین چهارمین دوره جشن خانه سینما (۱۳۷۹) در بخش بهترین جلوه‌های ویژه برای فیلم سهراب
- سیمرغ بلورین بهترین جلوه‌های ویژه برای فیلم به کبودی یاس

## فیلم شناسی

### بازیگر
- ۱ - لوکوموتیوران (۱۳۷۹)
- ۲ - خط آتش (۱۳۷۳)
- ۳ - پناهنده (۱۳۷۲)
- ۴ - پرواز در نهایت (۱۳۶۹)
- ۵ - بلمی به سوی ساحل (۱۳۶۴)
- ۶- ماجرای نیمروز

### مجری طرح
- ۱ - تارهای نامریی (۱۳۷۶)

### جلوه‌های ویژه میدانی
- ۱ - پایان‌نامه (۱۳۸۹)
- ۲ - صدای پای من (۱۳۸۹)

### مسئول جلوه‌های ویژه
- ۱ - ستاره‌های سربی (۱۳۸۱)
- ۲ - شب برهنه (۱۳۸۰)
- ۳ - سهراب (۱۳۷۸)
- ۴ - باد و شقایق (۱۳۷۶)
- ۵ - راز مینا (۱۳۷۵)
- ۶ - فرار از جهنم (۱۳۷۵)
- ۷ - مردی شبیه باران (۱۳۷۵)
- ۸ - جهنم سبز (۱۳۷۴)

### جلوه‌های ویژه
- ۱ - آمین خواهیم گفت (۱۳۸۹)
- ۲ - گل‌چهره (۱۳۸۹)
- ۳ - ازدواج در وقت اضافه (۱۳۸۸)
- ۴ - بدرود بغداد (۱۳۸۸)
- ۵ - به کبودی یاس (۱۳۸۷)
- ۶ - تلافی (۱۳۸۶)
- ۷ - شب حورا (۱۳۸۶)
- ۸ - فرزند خاک (۱۳۸۶)
- ۹ - مخمصه (۱۳۸۶)
- ۱۰ - روز برمی آید (۱۳۸۵)
- ۱۱ - گوشواره (۱۳۸۵)
- ۱۲ - وقتی همه خواب بودند (۱۳۸۴)
- ۱۳ - ازدواج به سبک ایرانی (۱۳۸۳)
- ۱۴ - زن زیادی (۱۳۸۳)
- ۱۵ - باج خور (۱۳۸۲)
- ۱۶ - تارا و تب توت فرنگی (۱۳۸۲)
- ۱۷ - شکلات (۱۳۸۲)
- ۱۸ - صبحانه‌ای برای دونفر (۱۳۸۲)
- ۱۹ - ملاقات با طوطی (۱۳۸۲)
- ۲۰ - عروس خوش قدم (۱۳۸۱)
- ۲۱ - آقای رئیس جمهور (۱۳۷۹)
- ۲۲ - دفتری از آسمان (۱۳۷۸)
- ۲۳ - تارهای نامریی (۱۳۷۶)
- ۲۴ - مرد عوضی (۱۳۷۶)
- ۲۵ - مرد نامرئی (۱۳۷۴)
- ۲۶ - خلع سلاح (۱۳۷۳)
- ۲۷ - پاییز بلند (۱۳۷۲)
- ۲۸ - پناهنده (۱۳۷۲)
- ۲۹ - راننده سفیر (۱۳۷۲)
- ۳۰ - عبور از تله (۱۳۷۲)
- ۳۱ - یاران (۱۳۷۲)
- ۳۲ - عیالوار (۱۳۷۱)
- ۳۳ - گریز (۱۳۷۱)
- ۳۴ - اوینار (۱۳۷۰)
- ۳۵ - گل‌ها و گلوله‌ها (۱۳۷۰)
- ۳۶ - پرواز در نهایت (۱۳۶۹)
- ۳۷ - زندان دیو (۱۳۶۹)
- ۳۸ - مجنون (۱۳۶۹)
- ۳۹ - بلمی به سوی ساحل (۱۳۶۴)
- ۴۰ - زندان دوله تو (۱۳۶۳)
- ۴۱ - سرباز کوچک (۱۳۶۳)
- ۴۲ - نینوا (۱۳۶۲)

### انفجار
- ۱ - دیده بان (۱۳۶۷)